# Rolleiflex
Rolleiflex (рус. роллейфлекс) — торговая марка компании Rollei, под которой было выпущено и выпускается несколько линеек высококачественной, в основном, профессиональной фототехники. Наиболее известны среднеформатные двухобъективные зеркальные и однообъективные зеркальные камеры Rolleiflex.

## Историческая справка
Конструктор фотоаппарата Рейнольд Хайдеке (2 января 1881 — 26 февраля 1960). Прототип Rolleiflex был создан в 1928 году. Rolleiflex был разработан для плёнки форматом 6×6 см. Хайдеке удалось сделать компактную камеру, оптимальным образом использовав внутреннее пространство. В результате два объектива (съемочный объектив и объектив видоискателя) оказались близко расположены друг к другу. Минимальное расстояние фокусировки уменьшилось до одного метра. Производство нового 6×6 Rolleiflex началось в 1929 году.
Жена Хайдеке предложила выпускать для женщин уменьшенную версию Rolleiflex. Rolleiflex с форматом плёнки 4×4 см поставлялся на экспорт под названием Babyflex. Фотоаппарат производился с перерывами с 1931 года до 1968 года.
В июне 1937 года была представлена новая версия камеры Rolleiflex — Rolleiflex Automat. В ней появился механизм, позволявший перематывать плёнку на новый кадр, не следя за цифрами по красному окошку. Это ускоряло работу фотографа и предотвращало случайную двойную экспозицию на одном кадре.

После Второй мировой войны во всём мире появилось около 500 копий Rolleiflex, из них более половины производились в Японии. В 1956 году появилась камера Mamiya серии C. У камеры было три сменных объектива: нормальный, телеобъектив и широкоугольный. Позднее объективов стало шесть — они перекрывали диапазон фокусных расстояний от 55 мм до 250 мм. Rolleiflex продавался с несменяемым объективом. Только в 1959 году появился Tele-Rolleiflex с телеобъективом Zeiss Sonnar f/4, 135 мм. Tele-Rolleiflex предназначался для портретной съёмки. В 1961 году появилась версия Rolleiflex с широкоугольным объективом f/4, 55 мм.

## Модельный ряд
| Модель                      | Годы производства          | Описание |
| --------------------------- | -------------------------- | --- |
| Прототип (Model 610)        | 1928                       | По разным источникам произведено 10 или 14 экземпляров в 1928 году |
| Rolleiflex 1/4,5            | 1929—1932                  | Первая модель Rolleiflex |
| Rolleiflex Standard 620/621 | 1932—1935/1938             | Серийные номера от 200 000 до 567 000. Могли использовать 35 мм плёнку |
| Rolleiflex Automat          | 1937—1945                  | Гран При Всемирной выставки в Париже 1937 года |
| Rolleiflex 3,5              | 1949—1951                  | Серийные номера от 1100000 до 1168000 |
| Rolleiflex 3,5 A            | 1951—1954                  | Серийные номера от 1200001 до 1474999 |
| Rolleiflex 3,5 B            | 1954—1956                  | Серийные номера от 1428001 до 1739999 |
| Rolleiflex 3,5 °C           | 1956—1959                  | Первая модель с экспонометром. Произведено 26 тысяч экземлпяров. |
| Rolleiflex 3,5 °F 1. Mod.   | 1958—1960                  | С экспонометром. Произведено 20 тысяч экземпляров. |
| Rolleiflex 3,5 °F 2. Mod.   | февраль 1960 — ноябрь 1960 | С экспонометром. Произведено 11,5 тысяч экземлпяров. Мог использовать 35 мм плёнку |
| Rolleiflex 3,5 °F 3. Mod.   | 1960—1976                  | С экспонометром. |
| Rolleiflex 3,5 E2 1. Mod.   | 1959—1960                  | Продавался только в США и Великобритании. Мог использовать 35 мм плёнку |
| Rolleiflex 3,5 E2 2. Mod.   | 1961—1962                  | Продавался только в США и Великобритании. Мог использовать 35 мм плёнку |
| Rolleiflex 3,5 E3           | 1961—1965                  | Продавался только в США и Великобритании. Мог использовать 35 мм плёнку |
| Rolleiflex T 1. Mod.        | 1958—1961                  | Отличался от остальных моделей несколько иным управлениемм экспозицией. Имел систему сблокировки экспопары, благодаря которой можно быстро поменять выдерку, при этом синхронно изменится и диафрагма. Таким образом количество света, попавшего на фотоматериал, остаётся неизменным. Встречается вариант с серой обклейкой. Экспонометр был опциональным и изготовлялся известной фирмой Gossen. |
| Rolleiflex T 2. Mod.        | 1961—1966                  | Мог иметь экспонометр. |
| Rolleiflex T 3. Mod.        | 1966—1976                  | Мог иметь экспонометр. |
| Rolleimagic                 | 1960—1962                  | Создан на основе Rolleicord. Имел автоматику экспозиции, затвор Prontormatic с выдержками от 1/30 до 1/300 сек. Мог использовать плёнку 6×4,5 см. Произведено 25 тысяч шт. |
| Rolleimagic II              | 1962—1968                  | Имел автоматику экспозиции, затвор Prontormatic с выдержками от 1/30 до 1/500 сек. |

| Модель                              | Годы производства                               | Описание |
| ----------------------------------- | ----------------------------------------------- | --- |
| Rolleiflex 2,8 A                    | 1949—1951                                       | Первая модель с объективом 2,8/80. В качестве такового использовался Zeiss Tessar, производившийся предприятием Carl Zeiss. Продавался только в США. Выпущено около 8000 аппаратов.                                                  |
| Rolleiflex 2,8 B                    | 1952—1953                                       | Эта модель с объективом Biometar 2,8/80 пришла на смену аппарату с «Тессаром». Однако и Биометар не оправдал надежд фирмы Rollei. Было выпущено 1250 экземпляров и на смену этой модели пришла новая 2,8 С. Продавался только в США. |
| Rolleiflex 2,8 °C                   | 1952—1955                                       | Это первая успешная модель в серии. Комплектовалась очень резкими даже на полностью открытой диафрагме объективами Schneider Xenotar или знаменитым Carl Zeiss Planar.                                                               |
| Rolleiflex 2,8 D                    | 1955—1956                                       | Начиная с этой модели количество лепестков в диафрагме уменьшили с 10 до 5, что увеличило надёжность этого узла и облегчило оперирование им за счёт меньшего трения.                                                                 |
| Rolleiflex 2,8 E                    | 1959—1960                                       | Первая модель со встроенным экспонометром. Экспонометр был опциональным и изготовлялся известной фирмой Gossen. |
| Rolleiflex 2,8 E2                   | середина 1950-х                                 | Прототип со сменными объективами Zeiss Distagon 5,6/60 мм и Zeiss Sonnar 4/135 мм. Не продавался. |
| Rolleiflex 2,8 E3                   | 1962—1965                                       | |
| Rolleiflex 2,8 °F                   | 1960—1981                                       | |
| Rolleiflex 2,8F Aurum               | 1982 / 83                                       | Специальная позолоченная версия. В 1982 году произведён 1 экз. В 1983 году 1500 экз. Мог использовать плёнку типа 220. |
| Rolleiflex 2,8F Platin Edition 1984 | 1984 / 85 1989 / 1990 Platin Gold Japan Edition | Специальная версия с платиной. Мог использовать плёнку типа 220. |
| Rolleiflex 2,8GX                    | 1987—2002                                       | Первый Rolleiflex с TTL-экспонометром и вспышкой |
| Rolleiflex 2,8GX Edition            | 1989—1990                                       | Произведено 10200 экз. Встроенный TTL-экспонометр. |
| Rolleiflex 2,8GX «80 Jahre Rollei»  | 2000                                            | Специальная версия к 80-летию Rolleiflex |
| Rolleiflex 2,8GX Helmut Newton      |                                                 | Специальная версия для фотографа Хельмута Ньютона. |
| Rolleiflex 2,8FX                    | с марта 2002                                    | |

| Модель                | Годы производства | Описание |
| --------------------- | ----------------- | --- |
| Tele-Rolleiflex       | 1959—1975         | Версия с телеобъективом Carl Zeiss Sonnar 4/135 мм |
| Weitwinkel-Rolleiflex | 1961—1967         | Версия с широкоугольным объктивом Carl Zeiss Distagon 4/55 мм |
| Rolleiflex 4,0 FW     | 2002-             | Версия с широкоугольным объктивом Super-Angulon 4/50 мм |
| Rolleiflex 4,0 FT     | 2007-             | Версия с телеобъективом Schneider Tele-Xenar 4/135 мм |
| Rolleiflex 6008 AF    | 2001-             | Rolleiflex 6008 AF используется цифровой задник db20p собственной разработки, с матрицей размером 36,9 × 36,9 мм и разрешением 16 Мпикс, каждый из которых имеет размер 9 × 9 мкм. и глубину цвета 16 бит (на канал). |

## Интересные факты
- «Роллейфлекс» упоминается в известнейшей песне Антонио Жобима в стиле босса-нова — «Desafinado» (с порт. — «Слегка не в тон»).[3]